# Opoboa sexguttata
Opoboa sexguttata är en fjärilsart som beskrevs av Günter Theodor Tessmann 1921. Opoboa sexguttata ingår i släktet Opoboa och familjen tofsspinnare. Inga underarter finns listade i Catalogue of Life.